# Ramón Lamoneda
Ramón Lamoneda Fernández (Begíjar, le 9 juin 1892-Mexico, le 27 février 1971) est un homme politique espagnol, député aux Cortes sous la Seconde République. Membres du Parti socialiste ouvrier espagnol (PSOE), il fut le secrétaire général du parti, de 1936 à 1944.